# Pileolaria lateralis
Pileolaria lateralis är en ringmaskart som beskrevs av Knight-Jones 1978. Pileolaria lateralis ingår i släktet Pileolaria och familjen Serpulidae. Inga underarter finns listade i Catalogue of Life.